# Фатахов, Алибек Фатахович
Алибек Фатахов (лезг. Алибег Фетягьов, 4 апреля 1910, Цмур, Дагестанская область, Российская империя — 21 апреля 1935, Махачкала, Дагестанская АССР, СССР) — лезгинский советский писатель.

## Биография
Родился в селении Цмур (ныне Сулейман-Стальский район Дагестана).
С 1926 по 1927 год учился на рабфаке в Баку. Работал журналистом в газете «Новый мир». Творческую деятельность начал с переводов некоторых произведений Пушкина, Лермонтова, Горького и других писателей.
Печатался с 1928 года. Наиболее известны его рассказы «Завещание отца» (1932), «Проклятие» (1933), роман в стихах «Разорванные цепи» (1934). Также перевёл «Интернационал» на лезгинский язык.
Умер в 1935 году в Махачкале.